# لیلیان باش
لیلیان باش (به انگلیسی: Lilian Bach) «» بازیگر و مدل نیجریه‌ای است.

## فیلم‌شناسی
- فرشتگان سرنوشت (۱۳۸۵)
- جستجو (۱۳۸۵)
- فشار خون بالا (۱۳۸۹)